# مؤسسة فرانثيسكو فرانكو الوطنية
مؤسسة فرانثيسكو فرانكو الوطنية هي مؤسسة ومركز دعاية تم إنشاؤه في عام 1976 مكرسًا للترويج لإرث الديكتاتور الإسباني فرانثيسكو فرانكو. قادت كارمن فرانكو (1926 - 2017) الابنة الوحيدة لفرانكو المنظمة وأصبحت فيما بعد الرئيس الفخري لها.
في عام 2017 وقع 200 ألف شخص عريضة تطالب الحكومة الإسبانية بحظر المنظمة.
في عام 2018 بعد أن وعد رئيس الوزراء الجديد بيدرو سانشيز بإزالة رفات فرانكو من وادي الشهداء، جمعت المؤسسة عريضة مع 24.000 توقيع لمعارضة الاقتراح. على الرغم من كونها هامشية نسبيًا في الثقافة السياسية الإسبانية إلا أن الجبهة الوطنية الفرنسية (وأعضاء من عائلة فرانكو) اكتسبت رؤية عامة هائلة فيما يتعلق باستخراج جثث الديكتاتور.